# Петер Гуггісберг
Петер Гуггісберг (нім. Peter Guggisberg; 20 січня 1985, Ціммервальд, Швейцарія) — швейцарський хокеїст, нападник.

## Кар'єра
Петер почав свою кар'єру у 2000 році у складі юніорської команди Лангнау Тайгерс (елітна юніорська національна ліга А). У основному складі дебютував в сезоні 2002/03 років (34 гри, 12 очок). Перед сезоном 2003/04, він перейшов до ХК «Давос». У своєму першому сезоні Петер провів 39 матчів, забив одинадцять голів та зробив вісім передач. У Драфті НХЛ 2004 року був обраний під 166 номером клубом «Вашингтон Кепіталс». У наступні роки, Гуггісберг став одним із лідерів клубу. Однак, у квітні 2006 року, він був визнаний винним у порушенні закону щодо обігу наркотиків та засуджений до п'яти днів в'язниці і штрафу у розмірі 3 500 франків. Його діючий контракт із клубом «Давос» призупинили до кінця 2006 року, через що він пропустив Кубок Шпенглера. У травні 2007 року суд наклав штраф у 30 600 франків, а також громадські роботи у лікарні Давосу. Незважаючи на цей інцидент з ним продовжили контракт на два роки. У січні 2014 року, він вирішив змінити клуб і уклав трирічний контракт з «Клотен Флаєрс».
Останні два сезони своєї ігрової кар'єри провів у складі «Амбрі-Піотта».

## Кар'єра (збірна)
Петер виступав у складі національної збірної U18 на чемпіонаті світу з хокею із шайбою серед юніорських команд 2003 року, у шести матчах набрав десять очок (6+4), наступного року виступав у складі молодіжної збірної на чемпіонаті світу з хокею із шайбою серед молодіжних команд, у його активі п'ять матчів та шість очок (3+3). У складі національної збірної провів чотирнадцять матчів.

## Нагороди та досягнення
- 2004 володар Кубка Шпенглера у складі ХК Давос
- 2005 чемпіон Швейцарії у складі ХК Давос
- 2007 чемпіон Швейцарії у складі ХК Давос
- 2009 чемпіон Швейцарії у складі ХК Давос
- 2011 чемпіон Швейцарії у складі ХК Давос